# Stazioni dell'arte
Le stazioni dell'arte sono un complesso artistico-funzionale, composto da venti fermate della metropolitana di Napoli, in cui è stata prestata particolare attenzione a rendere gli ambienti belli, confortevoli ed efficienti. 
La finalità principale è di combinare la fruizione del trasporto pubblico con l'esposizione degli utenti all'arte contemporanea, allo scopo di favorirne la conoscenza e diffusione. La finalità secondaria è di riqualificare vaste aree del tessuto urbano e fungere da elemento motore per la realizzazione di nuove costruzioni che assumano il ruolo di luoghi focali della città di Napoli.
Le stazioni, distribuite lungo le tratte di linea 1, 6 e 11 della rete, accolgono circa duecento opere d'arte realizzate da più di novanta autori di fama internazionale e da alcuni giovani architetti locali, elemento, questo, distintivo dell'intervento urbanistico-funzionale che ha avuto la diretta conseguenza di combinare nelle stazioni differenti stili artistici. Tale complesso urbanistico, tuttora in fase di espansione attraverso la costruzione di nuove stazioni, ha ricevuto numerosi riconoscimenti a livello internazionale. In particolare, il 30 novembre 2012, la stazione Toledo è stata premiata come la più impressionante d'Europa dal quotidiano The Daily Telegraph, mentre quella di Materdei è risultata al 13º posto. Il 4 febbraio 2014 la CNN ha eletto la stazione Toledo come la seconda più bella d'Europa.
Le stazioni dell'arte nascono da un progetto elaborato nel 1995 dal comune di Napoli nell'ambito della costruzione e del potenziamento del proprio sistema di trasporto sotterraneo. Successivamente, con una delibera del 19 maggio 2006 (numero 637), la regione Campania ha emanato linee guida da applicare per la progettazione e la costruzione di alcune stazioni della metropolitana napoletana (concepite, come già accennato, non solo come luogo di transito ma anche alla fruizione dell'arte), dando origine al processo che prosegue tuttora.

## Storia

### Preambolo: la linea 1

Posa della prima pietra della metropolitana collinare, avvenuta il 22 dicembre 1976 alla presenza dell'allora sindaco napoletano Maurizio Valenzi e dell'assessore ai trasporti Luigi Buccico.

La lunga storia della linea 1, detta originariamente «metropolitana collinare», ha origine nel 1963, quando venne proposto un collegamento su rotaia tra il Vomero e il centro della città, non essendo le tre funicolari più in grado di soddisfare la domanda.
Si iniziò quindi a discutere su eventuali altre soluzioni oltre la funicolare. Tra i vari progetti proposti, si annovera quello di una ferrovia a cremagliera che avrebbe dovuto collegare piazza Bovio e i Colli Aminei passando per la stazione di Montesanto. Questa proposta diede luogo a numerose polemiche; si evidenziarono soprattutto le limitazioni che comportava questo mezzo di trasporto in termini di velocità, manutenzione e capacità. Si decise quindi di abbandonare la «ruota dentata» e si deliberò che la metropolitana si costruisse con sistema tradizionale su ruote di ferro, oppure applicando il sistema «su gomma», già sperimentato su varie linee della metropolitana di Parigi.
Dopo numerose discussioni, il progetto della metrò collinare venne approvato e alla fine degli anni settanta si passò alla canterizzazione di varie piazze del Vomero.
I lavori subirono tuttavia una battuta d'arresto il 23 novembre 1980, quando Napoli fu colpita dal terremoto dell'Irpinia. Si rese infatti necessario l'adeguamento della progettazione alle nuove norme antisismiche appena emanate e soprattutto, prima di riattivare gli scavi, bisognava riconsolidare gli edifici soprastanti la linea. I lavori furono bloccati nel 1983 per mancanza di fondi e l'anno successivo il Comune accese i mutui per la realizzazione dell'opera. Altri problemi afflissero la linea, come il fenomeno dell'abusivismo edilizio (che comportò la revisione del tracciato stesso) e lo sminamento dell'Arenella e dei Colli Aminei, due zone interessate dai bombardamenti della seconda guerra mondiale.
Solo nel marzo del 1993, dopo tredici anni di lavori, entrò in funzione la prima tratta Vanvitelli-Colli Aminei, seguita nel 1995 dal prolungamento fino a Piscinola.

### Le stazioni dell'arte e la «rivoluzione artistica napoletana»
Dopo la riforma bassoliniana, uno degli spazi a Napoli più coinvolti dall'arte contemporanea (metropolitana esclusa) è proprio la centrale piazza Plebiscito.
Quest'ultima, sin dal 1995 quando ivi venne esposta l'opera di Mimmo Paladino Montagna di sale (un grosso cumulo di sale dove erano posti quaranta cavalli lignei in modo apparentemente disordinato) è diventata una vera e propria «piazza d'arte», avendo accolto per più di quindici anni opere di artisti di prestigio come Anish Kapoor o Rebecca Horn (nell'immagine, le sue capuzzelle bronzee).
Dirà Eduardo Cycelin, ex direttore del MADRE: «[sono stati uniti] i valori storici della città antica i linguaggi della contemporaneità, mettendo insieme conservazione e innovazione».
L'arte contemporanea trova vasta diffusione nel capoluogo campano sin dal 1995, quando l'allora sindaco Antonio Bassolino promosse, avvalendosi del coordinamento artistico del critico Achille Bonito Oliva, un progetto denominato «gli Annali delle Arti» e altre iniziative dirette a un pubblico spesso poco attratto da tale genere di arte: per questo motivo le opere vennero collocate in spazi abitualmente frequentati, come piazza Plebiscito e le stazioni della metropolitana, le quali furono rese – secondo la definizione di Bonito Oliva – «un museo obbligatorio, in quanto la gente è obbligata a vedere le opere, ci passa ogni giorno davanti e così si familiarizza». Bassolino le ha definite «veri e propri musei d'arte contemporanea, con opere importanti e pensate appositamente per le stazioni, da artisti figurativi e concettuali, dai principali esponenti dell'arte povera e della transavanguardia, da grandi fotografi, e anche da giovani artisti napoletani e italiani che si stanno affermando».
L'idea di realizzare un connubio tra urbanistica e arte risale al 1995, quando era in costruzione la tratta Vanvitelli-Museo che condusse la linea dal Vomero fino a piazza Cavour. La giunta comunale dell'epoca decise di affidare la progettazione delle varie stazioni ad architetti e artisti di fama internazionale, quali Alessandro Mendini (che progettò gli scali di Salvator Rosa e Materdei) o Nino Longobardi; fino ad allora alla realizzazione degli scali operava la società per azioni milanese MM, costruttrice anche della metropolitana meneghina.
Francesco Erbani, opinionista de la Repubblica, ha così spiegato i motivi che hanno portato alla realizzazione del progetto:
Nel 2001 verranno inaugurate le prime stazioni dell'arte: Quattro Giornate, Salvator Rosa e Museo. Nei due anni successivi nel circuito artistico se ne aggiungeranno altre tre: Dante, Materdei e Rione Alto, che venne completamente ristrutturata in occasione dell'apertura della seconda uscita.
Dal 2005 in poi si datano invece l'inaugurazione delle stazioni Università, Municipio, Garibaldi e Toledo, la messa in funzione della linea 6 (e delle sue otto stazioni, tutte facenti parte del circuito delle stazioni dell'arte) e il restyling dello scalo di Vanvitelli, dove l'architetto Capobianco è intervenuto rinnovando gli ampi ambienti in modo che potessero contenere le opere d'arte di altri autori contemporanei.

## Tecniche

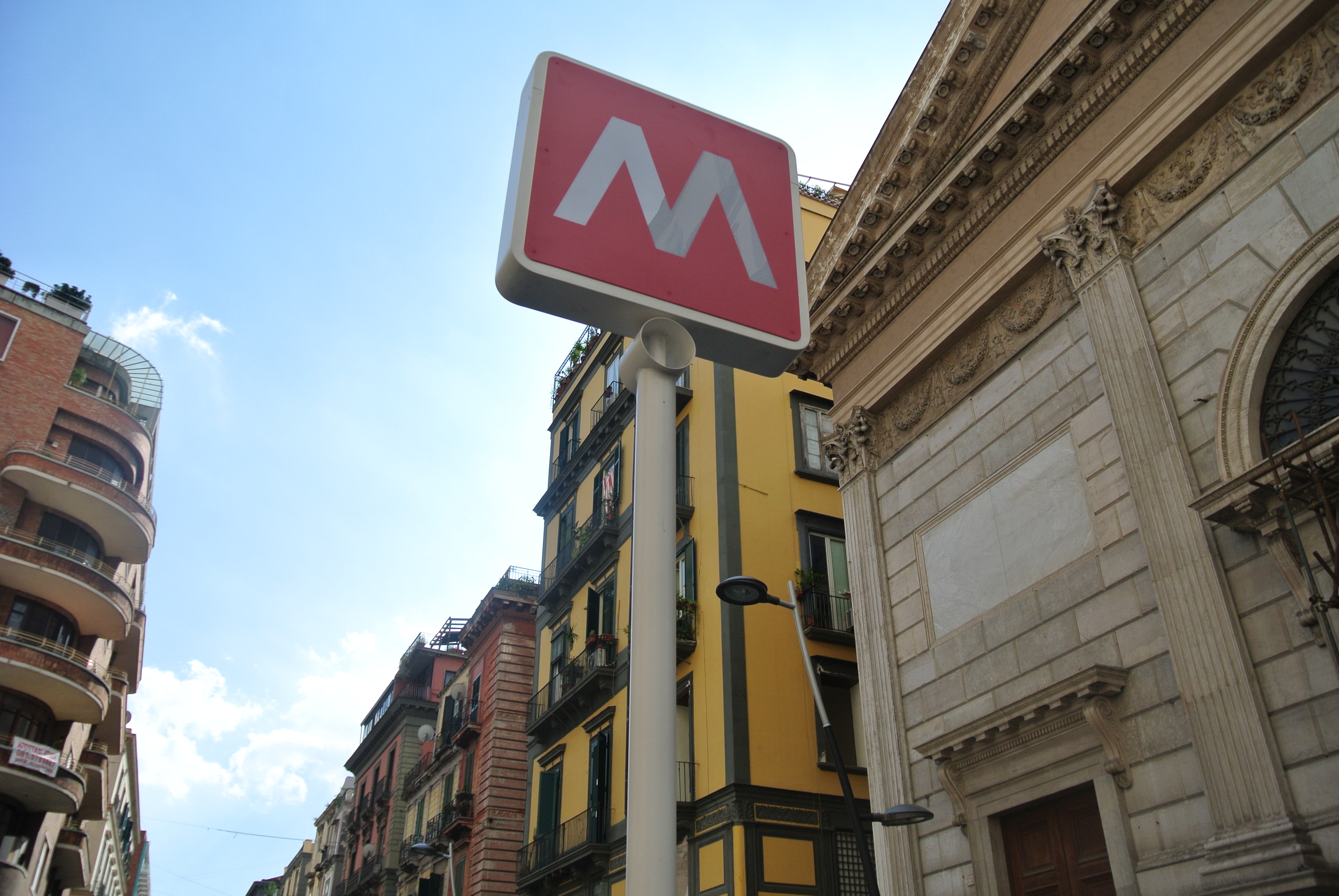
La segnaletica nelle stazioni dell'arte è ordinata e chiara. Nella foto, la stazione di Toledo, con la chiesa di Santa Maria delle Grazie a Toledo sulla destra.

### Comunicazione
La funzionalità è assicurata dalla facile accessibilità a tutte le fasce d'utenza, resa possibile con un aumento delle aree di servizio per una rapida identificazione di una stazione.
Quest'ultima, infatti, viene resa facilmente riconoscibile grazie a un sistema di comunicazione ed orientamento che, facendo uso di segnali visivi, sonori o personalizzati (come gli info point), raffigura il carattere unitario del sistema.
La segnaletica è chiara ed ordinata, in modo da permettere all'utenza di potersi muovere autonomamente all'interno della stazione (consentendo anche a un fruitore affrettato l'istantaneo orientamento planimetrico) sfruttando in maniera ottimale ogni servizio offerto dalla struttura.
Il materiale informativo è esposto secondo un preciso progetto che integra in modo dinamico opere d'arte, segnaletica e spazio architettonico.

### Qualità e comfort
La gradevolezza delle stazioni è garantita da notevoli livelli di qualità architettonica, congiuntamente con la riqualificazione delle zone limitrofe.
All'interno delle fermate sono presenti opere di finitura che tutelano la pulizia e il comfort ambientale; quest'ultimo in particolare occorre uno standard di qualità riconosciuto solo attraverso la scelta di impianti che danno origine a un ambiente elegante, comodo, pulito, confortevole e moderno.
Ciò si rende utile anche per invogliare l'utenza ad assumere comportamenti corretti.

### Materiali
La spazialità prodotta dalla struttura riveste una significativa importanza nelle stazioni; in questo ambito è determinante la qualità del materiale.
L'uso del materiale, la lavorazione, il colore, la grana e la tessitura determinano le diverse funzioni del complesso; risulta preminente soprattutto l'utilizzo materiali della tradizione locale (in questo caso, il tufo) che rendono l'architettura dell'opera immediatamente percepibili e riconoscibili dall'utenza, soprattutto ai residenti della zona.
Finiture, decorazioni, scritte determinano quindi il carattere espressivo degli ambienti dello scalo (banchine, mezzanino, corridoi di collegamento) e, analogamente, definiscono l'univocità dell'immagine dell'opera.

### Struttura

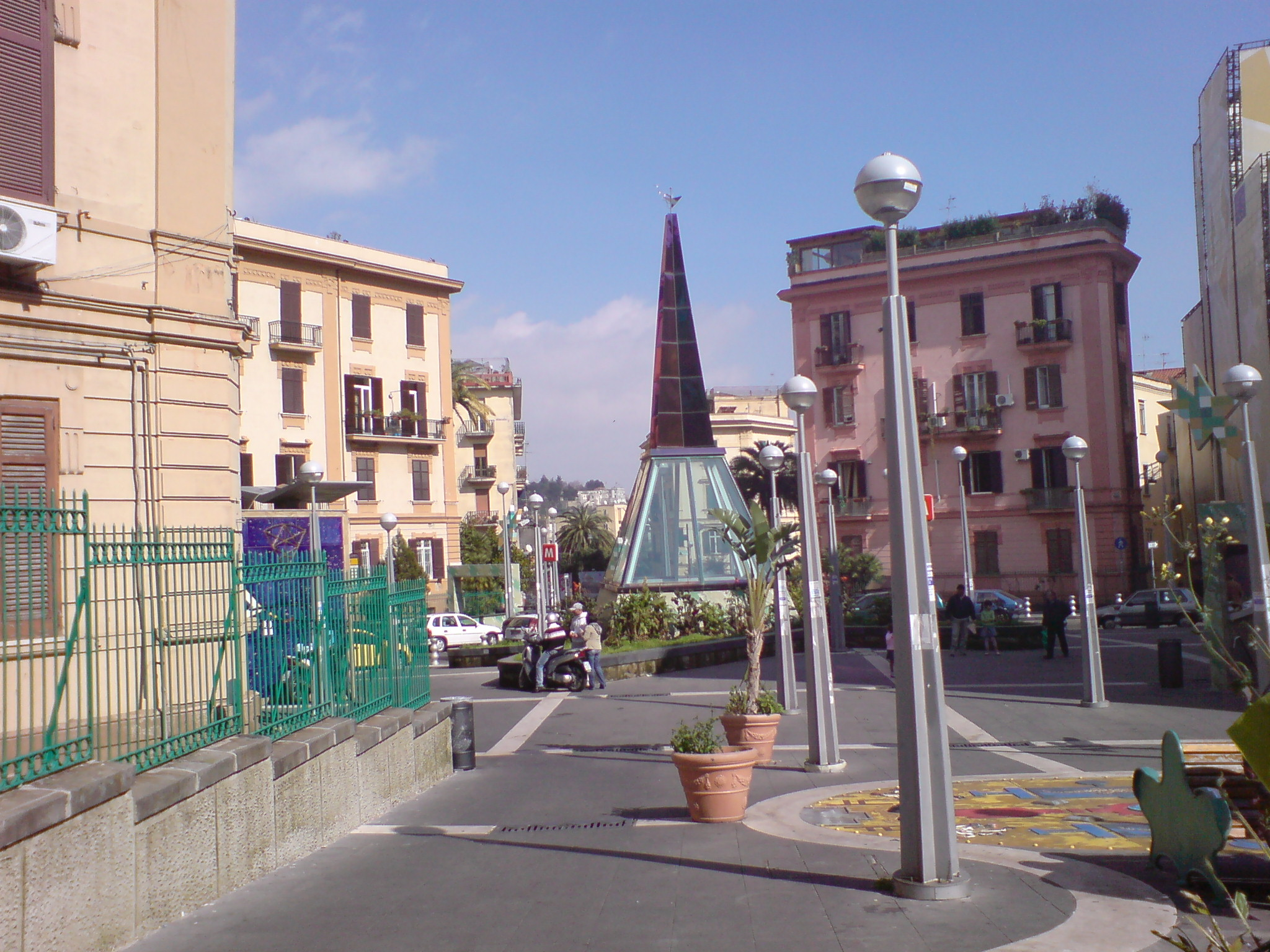
Una rinnovata piazza Scipione Ammirato, a Materdei, dopo gli interventi di scavo che l'hanno interessata

Generalmente le stazioni dell'arte sono progettate secondo precisi standard tecnici, che prevedono la presenza di tre corpi funzionali costituiti dalle banchine, dal mezzanino e dai locali tecnici.
Di seguito un testo elaborato dalla Regione Campania che ben sintetizza la struttura e l'unitarietà delle stazioni dell'arte:
1. l’individuazione esatta della natura delle funzioni;
2. le funzioni identificate dalle strutture che formano lo spazio non sono solo in termini costruttivi e statici ma anche nei termini necessari a renderne percettivamente il carattere;
3. l’uso espressivo delle strutture per "raccontare" lo spazio che si va a rappresentare [...].

Pertanto l’obiettivo del progetto architettonico è quello di prefigurare una struttura in vista di un uso che giustifichi i significati dell’esistenza stessa del progetto.
Quando si parla dei caratteri oggettivi che sono a fondamento della strategia progettuale il
riferimento è:
1. al luogo, inteso come l’insieme degli elementi che costituiscono i "dati" del progetto e strettamente interrelato alla necessità cui esso è destinato;
2. alle funzioni secondo cui lo spazio si struttura nelle sue componenti quantitative e qualitative.»

### Illuminazione
La luce è in grado di dare espressività plastica alle singole funzioni e rappresenta anche un arricchimento rispetto al minimo necessario per soddisfare le sole necessità.
L'uso ben controllato della luce può giocare un ruolo non banale nell'organizzazione di percorsi e spazi all'interno degli scali, garantendo (come già accennato) un immediato orientamento del pubblico.
La luce naturale deve essere inoltre dosata con l'ausilio di filtri regolatori e deve essere integrata con l'illuminazione artificiale in modo da garantire il comfort del fruitore e la naturale percezione degli ambienti.

### Sicurezza
Si presta molta attenzione alla sicurezza delle infrastrutture; viene infatti garantita sia la sicurezza dei passeggeri e del personale che quella degli impianti e delle zone contigue da incendi e altre calamità.
Infatti, nelle stazioni dell'arte, vengono eseguite le seguenti azioni:
1. L'evidenziazione la presenza di sistemi di monitoraggio e controllo delle aree e segnalazione e vengono segnalati i percorsi da seguire per l'accesso alle banchine o per l'uscita;
2. L'assicurazione un livello di illuminazione ideale e adatto anche in caso di emergenza (per esempio, quando viene a mancare la fonte principale di elettricità);
3. La predisposizione dei sistemi di monitoraggio visivo delle zone accessibili al pubblico, di sistemi di avviso da parte degli utenti in caso di aggressione e di sistemi di controllo degli accessi in stazione (per le aree aperte al pubblico e per il personale tecnico);
4. La predisposizione dei sistemi di monitoraggio e di allarme per individuare il trasporto illecito di armi (sia da taglio o fuoco) e la presenza di oggetti estranei sospetti nell'ambiente stazione.

## Elogi e critiche
Di seguito sono riportati i vari elogi e le critiche che ha ricevuto il progetto.
In particolare, le stazioni dell'arte sono state particolarmente apprezzate in quanto invogliano (con la presenza di opere d'arte) l'utilizzo della metropolitana, con una conseguenziale riduzione del traffico e dell'inquinamento. Invece, sono state criticate a causa del loro costo e in quanto rallentano la costruzione dello scalo stesso.
| Elogi | Critiche |
| --- | --- |
| 1. Il progetto avvicina l'utenza all'arte contemporanea, favorendone sia conoscenza che diffusione. 2. Il progetto invoglia l'utenza all'utilizzo della metropolitana; di conseguenza, vi è una significativa riduzione del traffico di superficie e dell'inquinamento atmosferico. 3. Per merito del progetto, le aree urbane servite dalle stazioni dell'arte sono state sensibilmente riqualificate - per via della pedonalizzazione di assi viari, dell'installazione di nuove opere artistiche o statue e della ripavimentazione del manto stradale. 4. Il progetto funge da elemento motore per la realizzazione di nuove opere pubbliche. | 1. Il progetto può rallentare la realizzazione delle stazioni, posticipandone l'inaugurazione; ciò è successo, per esempio, nella stazione di Monte Sant'Angelo. 2. Nel progetto vengono attuati investimenti, ritenuti cospicui, che potrebbero essere invece indirizzati per altri scopi. |

## Quadro generale

### Linea 1

#### Garibaldi

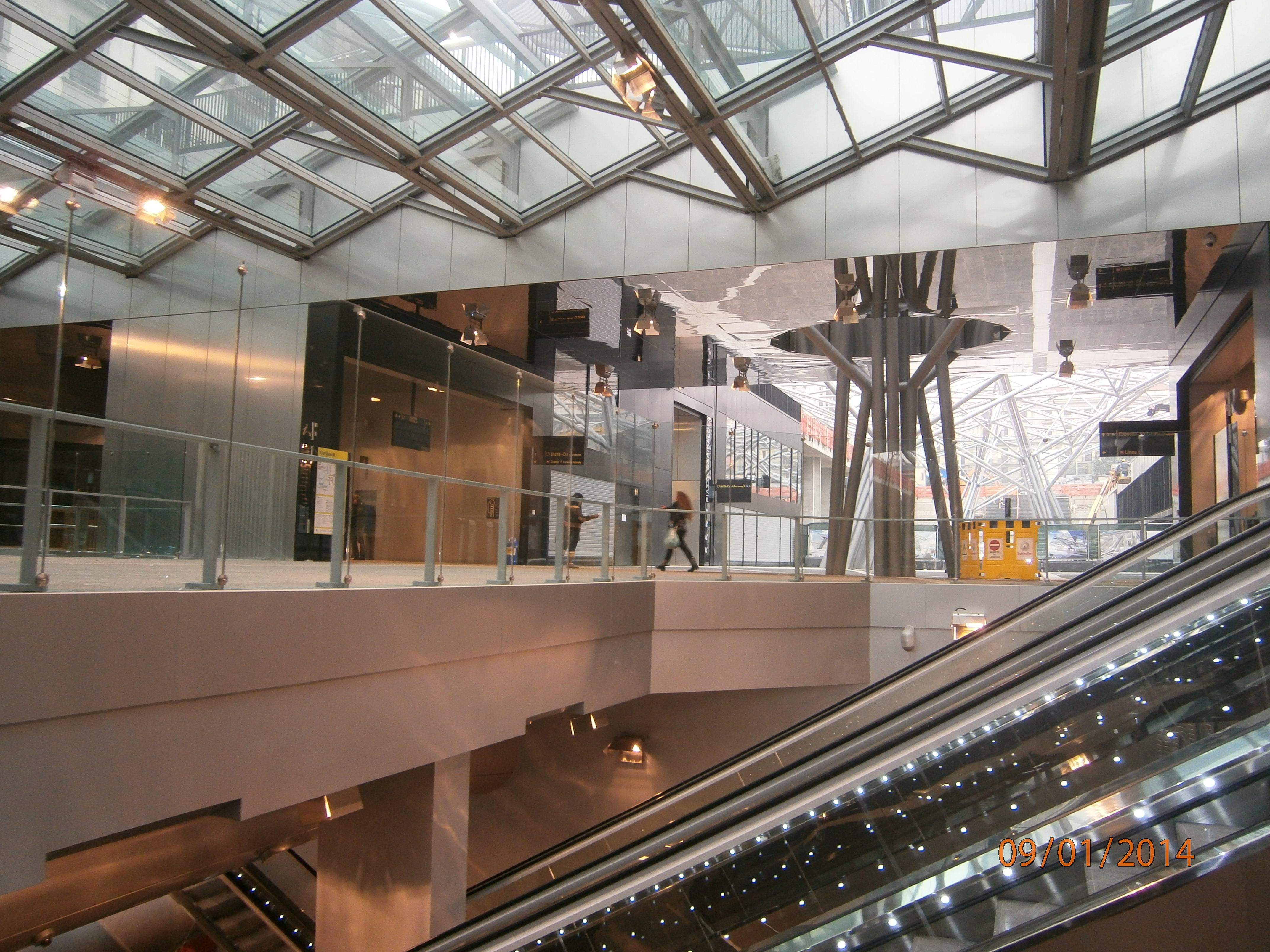
Interno della stazione Garibaldi, al principio dell'intreccio delle scale mobili

La stazione di Garibaldi, uscita dalla matita dell'architetto francese Dominique Perrault, serve la zona ferroviaria della città e i rioni Duchesca e Vasto.
La parte esterna del complesso ferroviario occupa la sezione meridionale della piazza ed è occupata dal grande pergolato metallico in teflon forato, il cui scopo è quello di fornire ombra alla sottostante piazza ipogea in cui - a breve - apriranno numerose attività commerciali.
La stazione è strutturata come un unico, luminoso ambiente attraversato dagli spettacolari incroci delle scale mobili “sospese” e la copertura in vetro trasparente consente alla luce naturale di arrivare fin quasi al piano banchina, a circa 40 metri di profondità.
Gli interni, fortemente caratterizzati dalla scelta dell'acciaio - satinato o lucidissimo e riflettente - cui fa contrasto soltanto il colore brillante di alcuni dettagli in arancione, ospitano due grandi opere di Michelangelo Pistoletto, uno dei protagonisti della scena artistica internazionale.
Le due installazioni dal titolo "Stazione", collocate appena prima delle ultime rampe di scale verso i treni -  una sul lato della banchina di arrivo, l'altra su quello della banchina in direzione Piscinola - sono costituite da pannelli in acciaio specchiante sui quali sono serigrafate, a grandezza naturale, fotografie di passeggeri in attesa o in cammino. Le immagini statiche dell'arte e le mutevoli immagini riflesse dalla realtà si mescolano incessantemente nell'opera, che diventa così una porta che mette in comunicazione arte e vita.
Le banchine sono invece ispirate alla Tube londinese; da sottolineare la scelta di mantenere le tubature a vista e di rivestire le pareti di mattonelle effetto diamante.

#### Università
(Karim Rashid)
La stazione di Università, progettata dagli architetti Karim Rashid e Alessandro Mendini, è stata inaugurata il 26 marzo 2011; la stessa, a trenta metri sotto il livello della strada, serve inoltre piazza Giovanni Bovio e corso Umberto I.
La fermata, eclettica e piena di colori, è stata concepita per simboleggiare l'era digitale e l'informazione. Ha affermato infatti Rashid che lui immaginò degli spazi «che incarnassero i saperi e i linguaggi della nuova era digitale, che trasmettessero le idee di comunicazione simultanea, d'innovazione e di mobilità proprie dell'attuale Terza Rivoluzione Tecnologica». Infatti, accanto alle scalinate che conducono allo scalo, sono state poste delle mattonelle di ceramica sulle quali è possibile trovare numerosissime parole coniate a partire dagli anni sessanta, come «network», «operativo», «portatile», «database», «interfaccia» o «software».

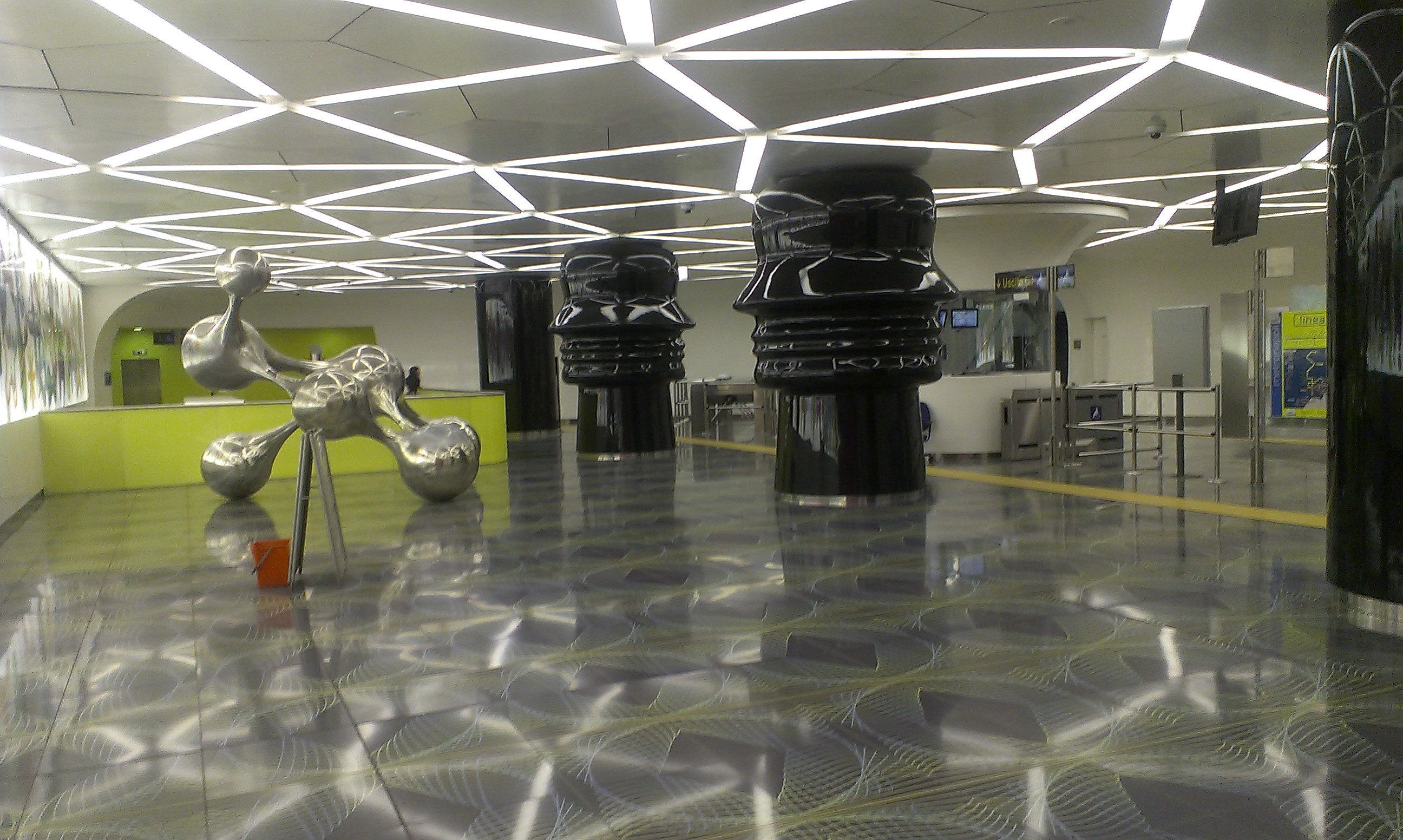
Atrio della stazione di Università. Sono visibili i due pilastri neri, che prendono il nome di Conversational profile, il pannello 3D Ikon e la scultura d'acciaio Synapsi

L'atrio della stazione è caratterizzato da pannelli e colori molto suggestivi; i materiali utilizzati per la loro realizzazione sono il Corian e l'acciaio specchiante. Negli interni è presente un forte contrasto cromatico tra i due colori principali, rosa fucsia e lime, che si rivelano utili anche per indirizzare l'utenza alle banchine.
Nella hall ci sono numerose opere d'arte. Al di là dei tornelli è presente Conversational profile, ovvero due grandi pilastri cilindrici nei quali è possibile intravedere due volti di profilo, che simboleggiano il dialogo e la comunicazione tra gli esseri umani. La seconda, Ikon, è un esteso light box in cui sembrano galleggiare numerose figure tridimensionali. Tra i pilastri neri e il light box si erge invece Synapsis, una scultura in metallo satinato che rimanda all'intelligenza umana e al reticolo neurale del cervello.
Procedendo verso le scale mobili la luce penetra nel complesso dalla controsoffittatura attraverso pannelli di cristallo traslucido, serigrafati in azzurro e in rosa; lo stesso motivo si ripete nella parete verticale presente sopra la scalinata. Al piano intermedio (-1) il pavimento, dai toni neri con reticoli azzurri, gialli e verdi dell'atrio principale, assume tonalità arancioni e rosa. A fianco le scale mobili, inoltre, sono presenti dei pannelli in cristallo azzurro che contribuiscono ad aumentare la luminosità della stazione e a creare complessi giochi di rispecchiamento.
Al secondo livello (-2) il pavimento è composto da numerose mattonelle su cui sono presenti motivi grafici digitali, disposte in modo da comporre un pattern tridimensionale a tre colori. In questo piano, oltre a due light-box a forma rettangolare, sono rappresentate sulle scalinate anche due immagini di Dante Alighieri e Beatrice Portinari, riprodotti per evidenziare l'importanza del legame tra la cultura umanistica e l'arte contemporanea.
Dopo il secondo piano è possibile accedere alle banchine dove sono posti quattro grandi pannelli prodotti con il sistema lenticolare H3D; grazie a quest'ultimo le immagini riprodotte sui pannelli, al muoversi di colui che le osserva, sembrano librarsi e volteggiare nello spazio. Sempre in questo ambiente, sono presenti i sedili artistici, dalla forma sinuosa che ricorda il simbolo dell'infinito.

#### Municipio

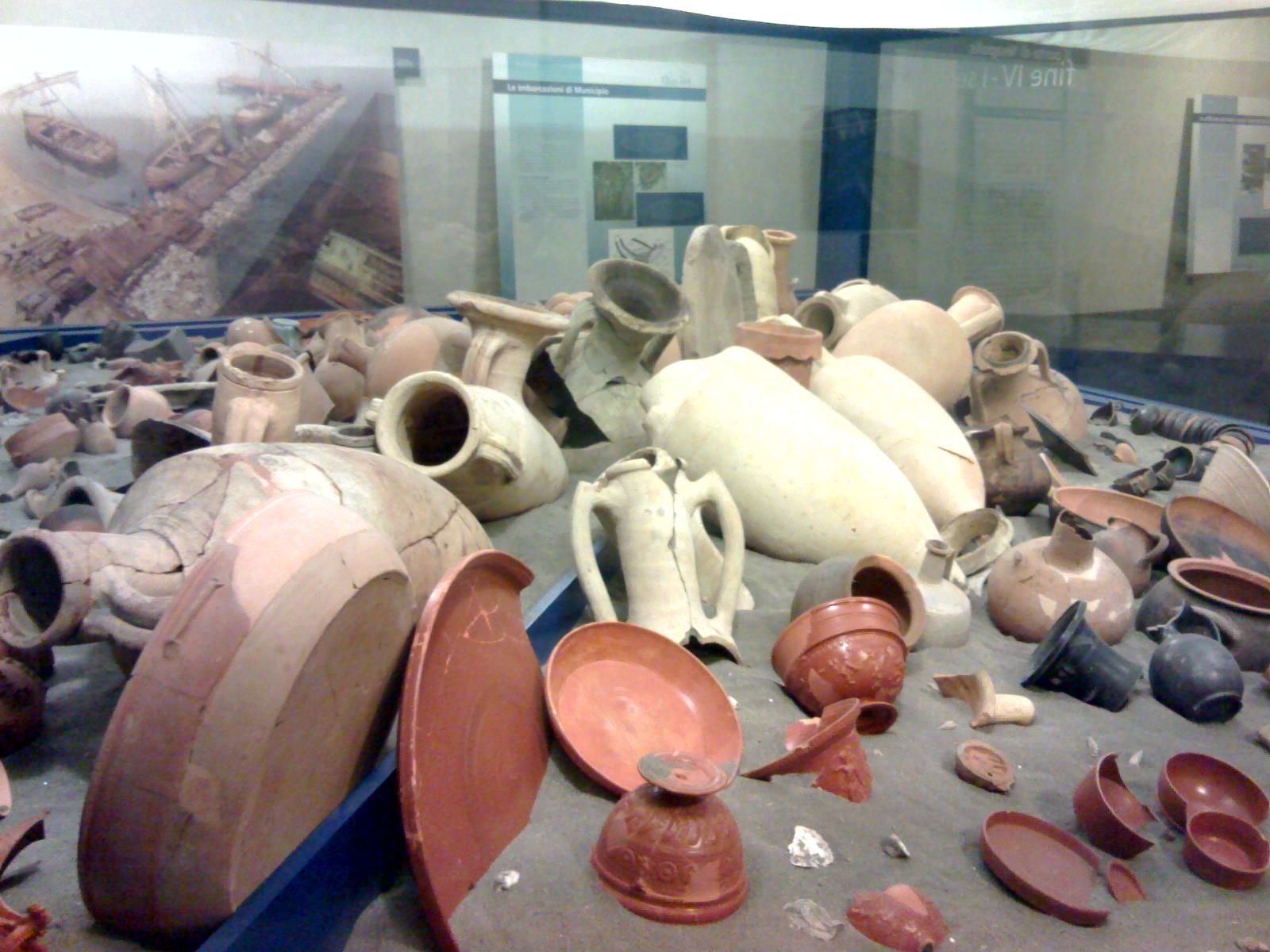
Alcuni reperti ritrovati durante gli scavi della stazione Municipio, esposti alla stazione Neapolis

La stazione di Municipio, progettata dagli architetti Àlvaro Siza ed Eduardo Souto de Moura, serve le zone di piazza del Plebiscito, quartieri Spagnoli e Beverello, con gli imbarchi turistici principali del porto di Napoli.
I lavori sono iniziati nel 2003, ma il progetto originario ha dovuto subire 27 varianti, dato l'alto numero di reperti storici ed archeologici ritrovati durante gli scavi. L'area della stazione, ricompresa tra il Palazzo del Municipio, il Maschio Angioino ed il mare è stata infatti occupata nei secoli da numerose strutture militari e civili. Gli scavi hanno restituito i resti dell'antico porto di Neapolis, comprensivi di terme e di ben cinque navi romane; le antiche fortificazioni esterne del Maschio Angioino, il molo Angioino, torri risalenti ai periodi aragonese e vicereale spagnolo, la Torre dell'Incoronata e i resti del Palazzetto Del Balzo.
Il ritrovamento dei resti storici ed archeologici ha richiesto il loro inglobamento nella struttura della stazione, che similmente ad altre della Metropolitana di Napoli, è diventata uno spazio logistico e museale insieme. In particolare, le torri delle fortificazioni esterne del Maschio angioino sono state integrate nel corridoio di accesso dal Molo Beverello alla stazione, e risultano quindi immediatamente visibili a quanti sbarcano al porto moderno. Mentre la maggior parte delle suppellettili ritrovate è stata trasferita allo spazio museale Stazione Neapolis, le imbarcazioni verranno invece restaurate ed esposte nella stazione Municipio, secondo uno schema tuttora allo studio.

#### Toledo

##### Corpo stazione
(la Repubblica)
La stazione di Toledo è stata progettata dal designer spagnolo Óscar Tusquets Blanca ed è stata inaugurata il 17 settembre 2012. La stessa è stata inoltre concepita per servire l'omonima strada, il rione Carità e i Quartieri Spagnoli.
Per il resto lo scalo, profondo circa 50 metri, è stato costruito sotto la falda acquifera e occupa un volume di 43.000 metri cubi.
Nello spazio esterno della fermata sono presenti tre piramidi a forma esagonale, rivestite di pannelli color ocra e blu, che forniscono luce naturale al primo livello della stazione. All'ingresso di via Diaz è presente inoltre la statua in acciaio corten di William Kentridge, Il cavaliere di Toledo, alta sei metri e inaugurata il 15 dicembre 2012, in occasione della notte bianca avvenuta nel centro storico; il monumento ripropone una consuetudine urbanistica tipica del boulevard, già presente in piazza Bovio.
L'ascensore (rivestito di pannelli in vetro) è posizionato vicino alla scala mobile, fornita di una copertura ondulata, ed è seguito da una particolare passeggiata formata da grandi cerchi arancioni e fornita di sedute in pietra vulcanica.
Al primo piano interrato sono integrati nel progetto architettonico  i resti della cinta muraria di età aragonese, mentre il calco di un campo arato del Neolitico, ritrovato durante i lavori di scavo della stazione, è esposto presso la Stazione Museo, in “Stazione Neapolis”, nel corridoio di collegamento con il Museo Archeologico Nazionale di Napoli.
L'atrio è caratterizzato da due mosaici di William Kentridge realizzati dal mosaicista Costantino Aureliano Buccolieri. Il primo, Ferrovia Centrale per la città di Napoli, 1906 (Naples Procession), secondo una cifra espressiva ricorrente nell'opera dell'artista sudafricano, raffigura una processione di figure e oggetti “umanizzati”, molti dei quali ispirati alla storia della città di Napoli. Il corteo processionale è guidato, grazie alla forza unificante della musica, da San Gennaro, il patrono della città. Sullo sfondo, come suggerisce il titolo, sono riprodotti frammenti del progetto del 1906 per la ferrovia metropolitana di Napoli, l'attuale Linea 2, inaugurata nel 1925.
Il secondo mosaico, collocato al di sopra delle scale mobili, si intitola Bonifica dei quartieri bassi di Napoli in relazione alla ferrovia metropolitana, 1884 (Naples Procession). Questa volta il disegno utilizzato per lo sfondo dell'opera è il celebre primo progetto per una metropolitana a Napoli, ideato dal poliedrico Lamont Young. In primo piano una scena di vita: una figura maschile, aiutata da una donna, traina un carretto con una serie di immagini simboliche legate alla storia della città (come l'Albero della Libertà, in ricordo della Repubblica Napoletana del 1799). Sulla destra del mosaico un gatto, ripreso da figurazioni pompeiane, sembra osservare sornione la scena.
Man mano che aumenta la profondità, il percorso è scandito dall'alternarsi dei colori che rimarcano i vari livelli dello scalo: nell'atrio pavimento e pareti sono neri, che richiama l'asfalto della civiltà contemporanea, scendendo diventano color ocra (alludendo ai colori caldi della terra e del tufo napoletano) mentre nel piano binari diventano azzurro come il mare e gli abissi.
Nel piano banchine, è presente un monumentale ambiente sotterraneo, in cui domina la bocca ovoidale del Crater de luz, un grande cono che attraversa tutti i piani della stazione. Guardando al suo interno, è possibile riconoscere la luce del sole e un gioco di luci LED, Relative light, opera di Robert Wilson.
Robert Wilson, artista poliedrico impegnato in diversi campi espressivi, dalla regia teatrale alla video arte, ha realizzato anche, nel corridoio che conduce verso il piano banchina, una coinvolgente installazione ambientale, lunga ventiquattro metri e intitolata "By the sea... you and me": due lunghi light-box a luce LED che riproducono l'immagine di un mare appena increspato dal movimento continuo delle onde, ottenuto grazie all'utilizzo della tecnologia lenticolare.
Sulle pareti delle scale fisse al piano ammezzato c'è invece Men at work, un intervento fotografico di Achille Cevoli che intende omaggiare gli operai che hanno realizzato le stazioni della metropolitana e le gallerie.

##### Uscita Montecalvario
(Il Giornale dell'Arte)
Nella uscita Montecalvario, cioè la galleria sotterranea che connette la stazione con i Quartieri Spagnoli (inaugurata il 18 settembre 2013), pure sono presenti numerose opere d'arte.
La più scenografica di tutte è sicuramente Razza umana, un lungo collage di Oliviero Toscani composto da oltre 1600 scatti, dove si mescolano primi piani a figure intere, volti noti (come quello di Giannegidio Silva, presidente di Metronapoli, o dello stesso Toscani) a gente comune, napoletani e stranieri.
In seguito, la scritta «Molten copper poured on rim of the bay of Naples» (tradotto, «Rame fuso colato sulle rive della baia di Napoli»), dello statunitense Lawrence Weiner, accompagna il passeggero durante la salita e la discesa della scale mobili (tra le più lunghe d'Europa), con la solita pulizia grafica tipica di pannelli neri su cui si specchiano scritte argentate.
Terminate le scale mobili, è presente il progetto di Shirin Neshat Il teatro è vita, la vita è teatro – Don't ask where love is gone, realizzato con fotografie di Luciano Romano. L'artista iraniana, che nella sua opera ben esprime il dramma della Napoli seicentesca, ha affidato a nove attori il compito di raccontare la propria vita, tra storie vere e private. L'opera, che ritrae nove volti e corpi di attori locali, presenta anche altrettante sfumature di dolore, dallo smarrimento alla rabbia, che erompono da un'efficace soluzione allestitiva che riproduce la tipica abitazione dei Quartieri Spagnoli: i bassi, per l'appunto.
The Flying-Le tre finestre è il titolo dei tre enormi pannelli in ceramica realizzati da Ilya ed Emilia Kabakov, in cui vi sono tanti esseri umani che, tenendosi per mano in un fantastico girotondo, si librano nell'aria insieme a stormi di uccelli, in un'ariosa visione panoramica che trasmette all'osservatore una sensazione di libertà.
L'opera dei Kabakov sembra condurre idealmente al lavoro di Francesco Clemente, presente al piano mezzanino: Engiadina, realizzato in ceramica e mosaico. Lungo oltre sedici metri per tre metri di altezza, l'opera (che si ispira all'arte classica e, in particolare, al vasellame miceneo) ritrae un paesaggio alpino attraversato da una striscia gialla nella quale è possibile intravedere varie figure danzanti.

#### Dante
La stazione di Dante, progettata da Gae Aulenti, è ubicata sotto l'omonima piazza ed è stata aperta al pubblico il 27 marzo 2002.
Il progetto dell'architetta Gae Aulenti ha riguardato anche la risistemazione urbanistica della piazza, che ha rispettato l'impianto settecentesco. La pavimentazione in pietra etnea a lastre e cubetti segue il disegno delle architetture progettate dal Vanvitelli e gli accessi alla stazione, in cristallo trasparente e acciaio, sono stati concepiti in modo da assicurare la visibilità dell'emiciclo da ogni lato.
L'accesso alla stazione, in acciaio e cristallo trasparente, è visibile da ogni lato dell'emiciclo.
Per il resto gli interni della fermata, ricoperti da pannelli in vetro bianco con borchie in acciaio, accolgono numerose opere realizzati da noti artisti contemporanei.
L'atrio dello scalo ospita due affreschi di Carlo Alfano, Luce-Grigio (realizzato nel 1982), e l'opera Frammenti di un autoritratto (1985). Sopra le scale mobili che conducono al livello inferiore si erge l'opera di Joseph Kosuth, Queste cose visibili, costituita da una serie di tubolari di neon bianco che compongono il seguente passo del Convivio di Dante Alighieri.
(Dante Alighieri, Convivio, Trattato III, Capitolo 9)
Nel livello inferiore è invece presente un'opera anonima di Jannis Kounellis, che ha realizzato un esteso pannello in acciaio su cui sono situati dei binari che bloccano numerosi oggetti: un cappello, un soprabito, alcuni trenini giocattolo e molte paia di scarpe maschili e femminili.
Sopra le scale mobili che conducono al secondo piano interrato è situata invece l'opera di Michelangelo Pistoletto, Intermediterraneo, una lastra specchiante che intende simulare il mar Mediterraneo.
L'ultima opera contemporanea presente nella stazione è Universo senza bombe, regno dei fiori. 7 angeli rossi. Quest'ultima non sarebbe altro che un grande mosaico in cui volteggiano ovali e altre figure geometriche.

#### Museo (Piazza Cavour)

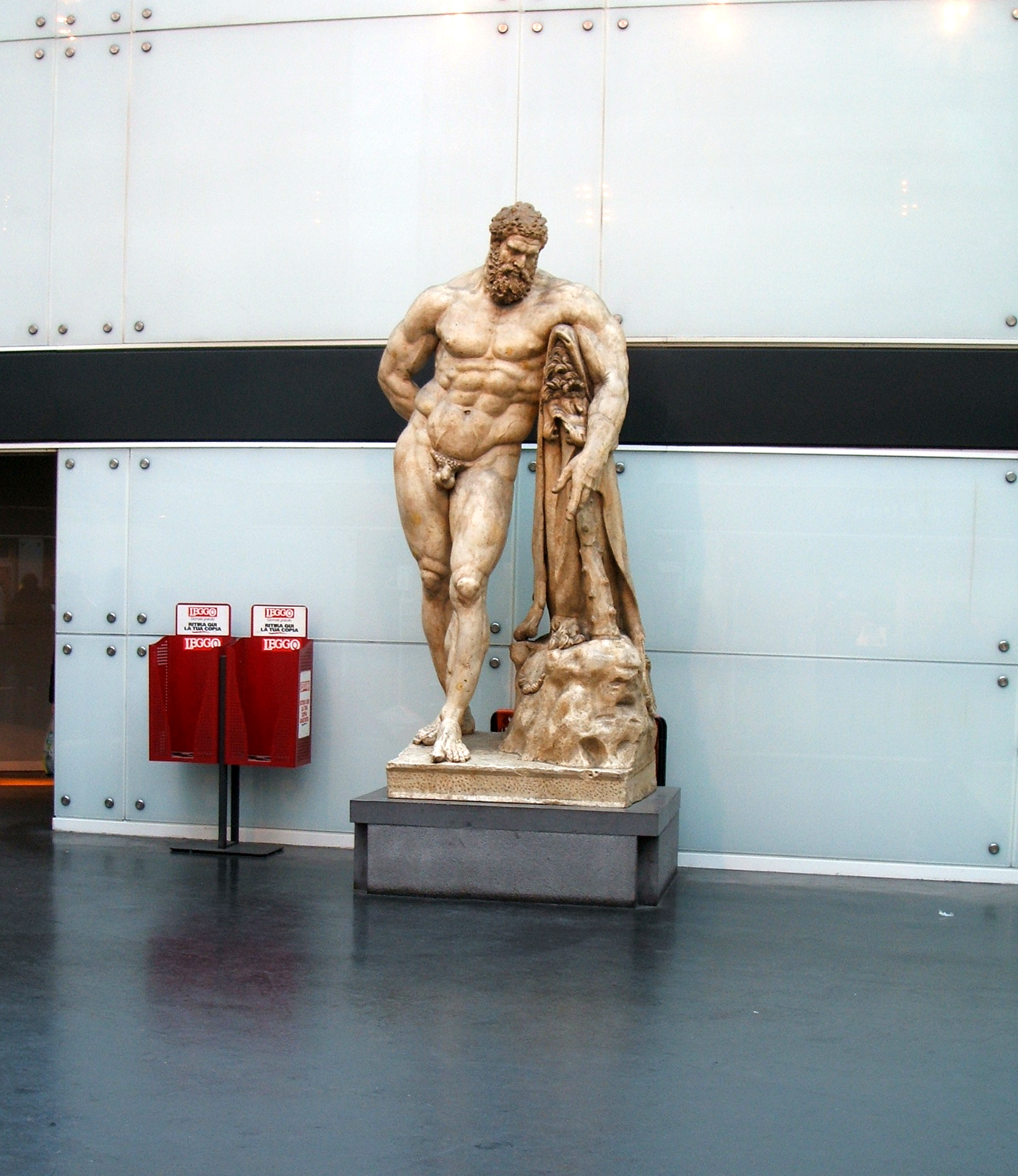
Riproduzione dell'Ercole Farnese, esposta nell'atrio della stazione di Museo

La stazione di Museo (connessa con un marciapiede mobile con quella di Piazza Cavour), realizzata su progetto di Gae Aulenti, è stata inaugurata nell'aprile del 2001.
Lo scalo si prospetta come una serie di edifici di rosso pompeiano e pietra vesuviana che ricordano, nei colori e nei materiali, il vicino Museo Archeologico Nazionale. Gli interni, come quelli della stazione precedente di Dante, sono stati costruiti in vetro bianco e in acciaio.
Nell'atrio della stazione è collocato una riproduzione in vetroresina dell'Ercole Farnese, realizzata dall'Accademia di Belle Arti partenopea, mentre nel locale d'ingresso secondario si presenta un calco in bronzo della Testa di Cavallo (detta «Carafà»).
I corridoi diretti verso il museo archeologico sono caratterizzati dalla presenza delle fotografie in bianco e nero di Mimmo Jodice, che anticipano le opere del mondo antico presenti nello scalo con Anamnesi e con la serie degli Atleti e delle Danzatrici.
Nell'ingresso superiore è presente un calco in bronzo del Laocoonte, realizzato dall'antica scultura in gesso custodito nella Gipsoteca dell'Accademia di Belle Arti di Napoli. La statua viene ripresa in altre istantanee di Mimmo Jodice, che ne illustra alcuni particolari.
Sul corridoio che collega la fermata con il museo Archeologico Nazionale si affaccia la stazione Neapolis, un ambiente museale che si focalizza sui reperti archeologici portati alla luce durante gli scavi della linea 1, in particolare nelle aree di via Toledo, piazza Bovio, piazza Nicola Amore e piazza Municipio.
La passatoia che connette la stazione Museo a quella di Piazza Cavour della linea 2 accoglie opere prodotte da quattro artisti campani che sono i protagonisti della fotografia contemporanea.
Nel corridoio sono presenti nove opere di Luciano D'Alessandro che testificano alcuni tra gli anni più significativi della sua vita; D'Alessandro, infatti, nelle sue istantanee presta sempre un'inalterata attenzione verso la condizione dell'essere umano. Nel corridoio sono presentate istantanee come Venditore di uccellini di carta, Vico Arriviello e Cimitero dello sbarco in Normandia.
Procedendo è esposta India '70 di Fabio Donato, ovvero una serie di fotografie scattate durante un suo viaggio giovanile in India. Sono presenti altri tre lavori che sottolineano il suo legame tra l'arte e il teatro partenopei: Fate Presto, una stampa fotografica con il gallerista Lucio Amelio davanti a una prima pagina del Mattino, Eduardo e Masaniello, dove è rappresentata una recita del 1976 con Mariano Rigillo protagonista.
Infine sono presenti i polittici di Antonio Biasucci, che raccoglie in un'unica opera più fotografie nelle quali l'artista offre una percezione ravvicinata degli oggetti.
Al termine del corridoio che conduce alla stazione di Piazza Cavour sono esposte le istantanee di Rafaella Mariniello che raffigurano una periferia: Giostra dismessa, Sulla spiaggia, Cassettiera e Infissi.

#### Materdei

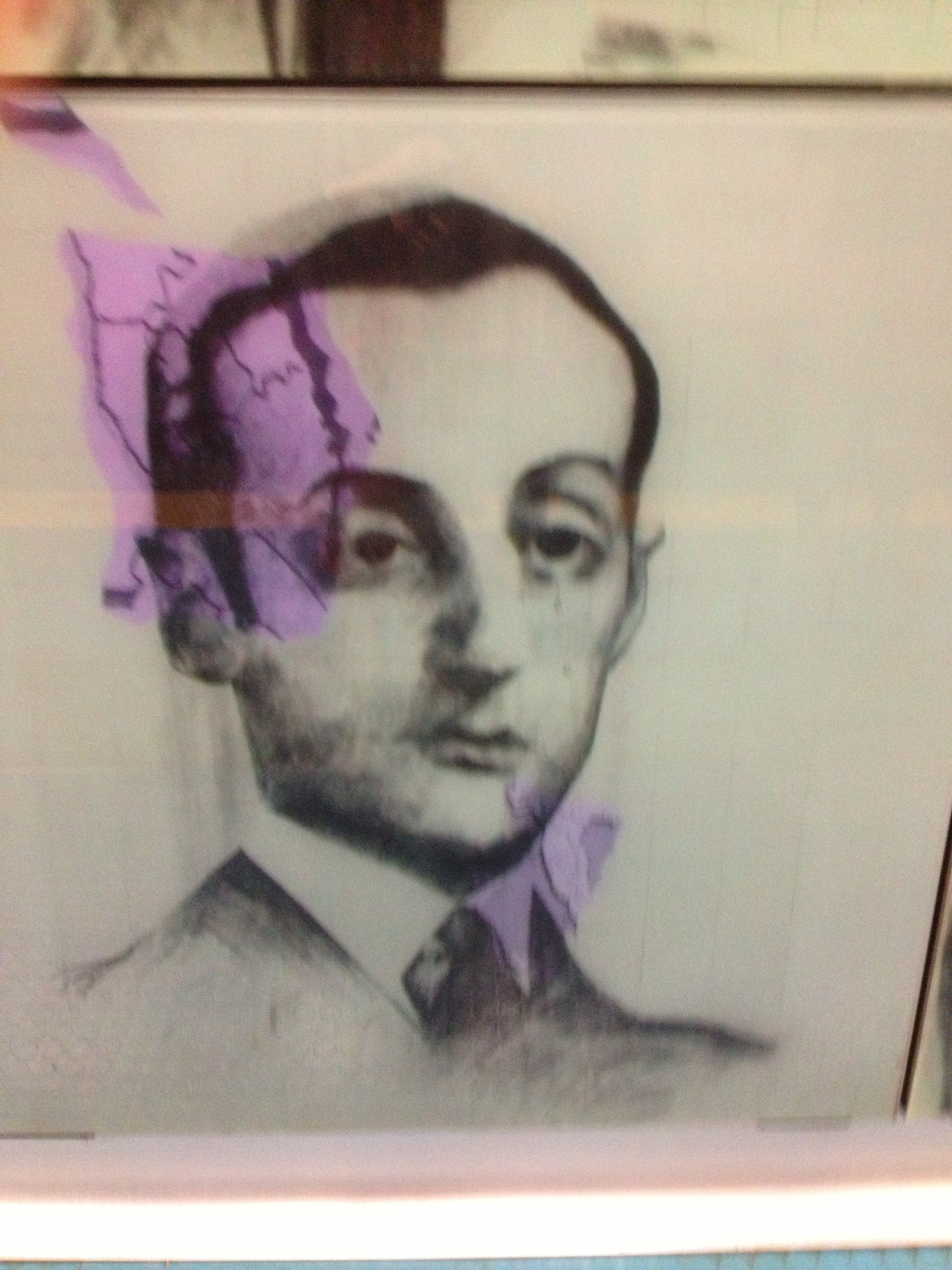
Ritratto di Totò sulla banchina della stazione di Materdei.

Lo scalo Materdei, aperto nel 2003, è stato progettato da Alessandro Mendini ed è ubicato in piazza Scipione Ammirato, nell'omonimo rione, in prossimità dell'Arenella.
L'ingresso della stazione si affaccia (come già accennato) su piazza Scipione Ammirato che, oltre a essere stata trasformata in un'isola pedonale, ha conosciuto un ampliamento di spazi verdi e l'installazione di opere d'arte contemporanea come Carpe diem, la statua in bronzo colorato realizzata da Luigi Serafini, e i rilievi in ceramica che coprono l'ascensore. L'ingresso, inoltre, è rivestito da un mosaico ed è sormontato da una grande stella gialla e verde.
L'atrio della stazione, illuminato dal pinnacolo in vetri colorati e acciaio (che, di forma e dimensioni, è molto simile alla guglia della stazione Salvator Rosa), presenta colori che variano dall'azzurro al verde.
La base del pinnacolo è rivestita da un mosaico di Sandro Chia; le pareti, invece, presentano dei solidi geometrici tridimensionali realizzati da Ettore Spalletti.
Sopra la scalinata che connette la hall ai piani inferiori si staglia un mosaico con altorilievi in ceramica prodotto da Luigi Ontani, e i mosaici realizzati da Costantino Aureliano Buccolieri, nel quale sono raffigurati animali fantastici, la figura partenopea dello scugnizzo e un Pulcinella che presenta il volto di Ontani.
In prossimità delle banchine sono situate le illustrazioni su pannelli in legno di Domenico Bianchi; il corridoio centrale, invece, è rivestito dai Wall Drawings di Sol LeWitt, che ha realizzato anche un calco in vetroresina presente in fondo al corridoio.
Entrambe le banchine presentano serigrafie policrome di Mathelda Balatresi, Anna Gili, Stefano Giovannoni, Robert Gliglorov, Denis Santachiara, Innocente e George Sowden.

#### Salvator Rosa
(Amedeo Colella)
La stazione di Salvator Rosa, in funzione dal 2001, si affaccia sull'omonima strada dell'Arenella ed è stata progettata da Alessandro Mendini.
L'esteso giardino terrazzato accoglie un ponte romano e una cappella neoclassica del XIX secolo di ridotte dimensioni; i palazzi limitrofi, inoltre, sono stati tramutati in opere d'arte grazie all'intervento degli artisti Ernesto Tatafiore, Gianni Pisani, Mimmo Rotella, Mimmo Paladino e Renato Barisani. Questi ultimi hanno infatti prodotto numerosi mosaici in vetricolor come Il volo di Icaro, Diderot Filosofia o Il treno che parte dall'isola.
I livelli del giardino sono connessi tramite una scala mobile esterna, grazie alla quale è possibile raggiungere anche il piazzale dei giochi realizzato su progetto di Salvatore e Domenico (Mimmo) Paladino, con i mosaici realizzati da Costantino Aureliano Buccolieri. Quest'ultimo, sul suo pavimento di pietra lavica, presenta tre giochi praticabili come il tris, il labirinto e la campana.
Nello stesso piazzale sono situate anche le «sculture ludiche» e l'enorme mano in acciaio corten di Salvatore e Mimmo Paladino.
Per il resto il parco è stato arricchito con le installazioni contemporanee di Alex Mocika, Augusto Perez. Renato Barisani, Lucio Del Pezzo, Nino Longobardi, Riccardo Dalisi, Ugo Marano.
Il complesso, eclettico e rivestito di marmi dorati, riprende con la sua forma il vicino ponte romano; esso presenta inoltre una guglia in vetri colorati e acciaio.
Il percorso che decorre dall'atrio al piano binari ospita le opere di Enzo Cucchi, Raffaella Nappo, LuCa, Natalino Zullo, Quintino Scolavino e Santolo De Luca.
Anche le banchine, nei cui pressi è presente l'installazione A subway è chiù sicura (tre automobili di Perino&Vele realizzate in ferro, cartapesta e vetroresina), accolgono altre opere d'arte (quella in direzione Dante, per esempio, ospita un acrilico su tela opera di Anna Sargenti).
La fermata è raggiungibile anche tramite una seconda uscita a valle di via Salvator Rosa, alla rotonda con via Battistello Caracciolo e via Girolamo Santacroce (inaugurata nel dicembre 2002) L'esistenza di quest'ultima è sottolineata da un altro pinnacolo, realizzato da Mendini, posto al centro di un piccolo slargo; il basamento della guglia è inoltre ricoperto dagli altorilievi in ceramica di Enzo Cucchi che raffigurano alcune figure dell'iconografia napoletana.
Poco distante dalla guglia si erge l'installazione di Lello Esposito, Eccomi qui, ovvero un Pulcinella che (come ha affermato l'autore) «guarda dall'alto la strada, osserva il mondo e la vita».
Al seguito è presente l'edificio in cui soggiornò Giovanni Capurro (autore della canzone 'O sole mio), decorato con vessilli colorati e con una pioggia di raggi ambrati (prodotti da Mimmo Paladino).

#### Quattro Giornate
La stazione di Quattro Giornate, inaugurata nel 2001 su progetto architettonico di Domenico Orlacchio, è stata concepita per servire l'omonima piazza, lo stadio Arturo Collana e la parte occidentale del Vomero.
I giardinetti della stazione ospitano tre sculture: la scultura in acciaio corten "Volumi concatenati" di Renato Barisani e le due statue bronzee di atleti di Lydia Cottone.
In modo analogo alla piazza, anche lo scalo è dedicato all'episodio storico di insurrezione che ha visto scontrarsi le milizie armate naziste e la popolazione partenopea, le quattro giornate di Napoli.
L'atrio della fermata ospita le sculture in bronzo e i dipinti di Nino Longobardi, ispiratosi per la loro realizzazione all'insurrezione napoletana.
Lungo il percorso che dall'atrio conduce al piano binari sono presenti le sequenze di guerra e di caccia di Sergio Fermariello, la lamiera in alluminio con fibre ottiche di Baldo Diodato e la serigrafia su cinque pannelli in policarbonato (denominata Sabe que la lucha es cruel) prodotta da Anna Sargenti.
I corridoi che, invece, decorrono dalle banchine all'uscita accolgono tre polittici fissati al muro con travi di ferro, realizzati da Umberto Manzo con la tecnica dell'emulsione fotografica, un olio su tela di Maurizio Cannavacciuolo intitolato Amore contronatura, un light box in cui è imprigionata un'immagine raffigurante il volto di Betty Bee (autrice dell'opera) e infine quattro bianche figure femminili (le Combattenti), realizzate da Marisa Albanese.

#### Vanvitelli

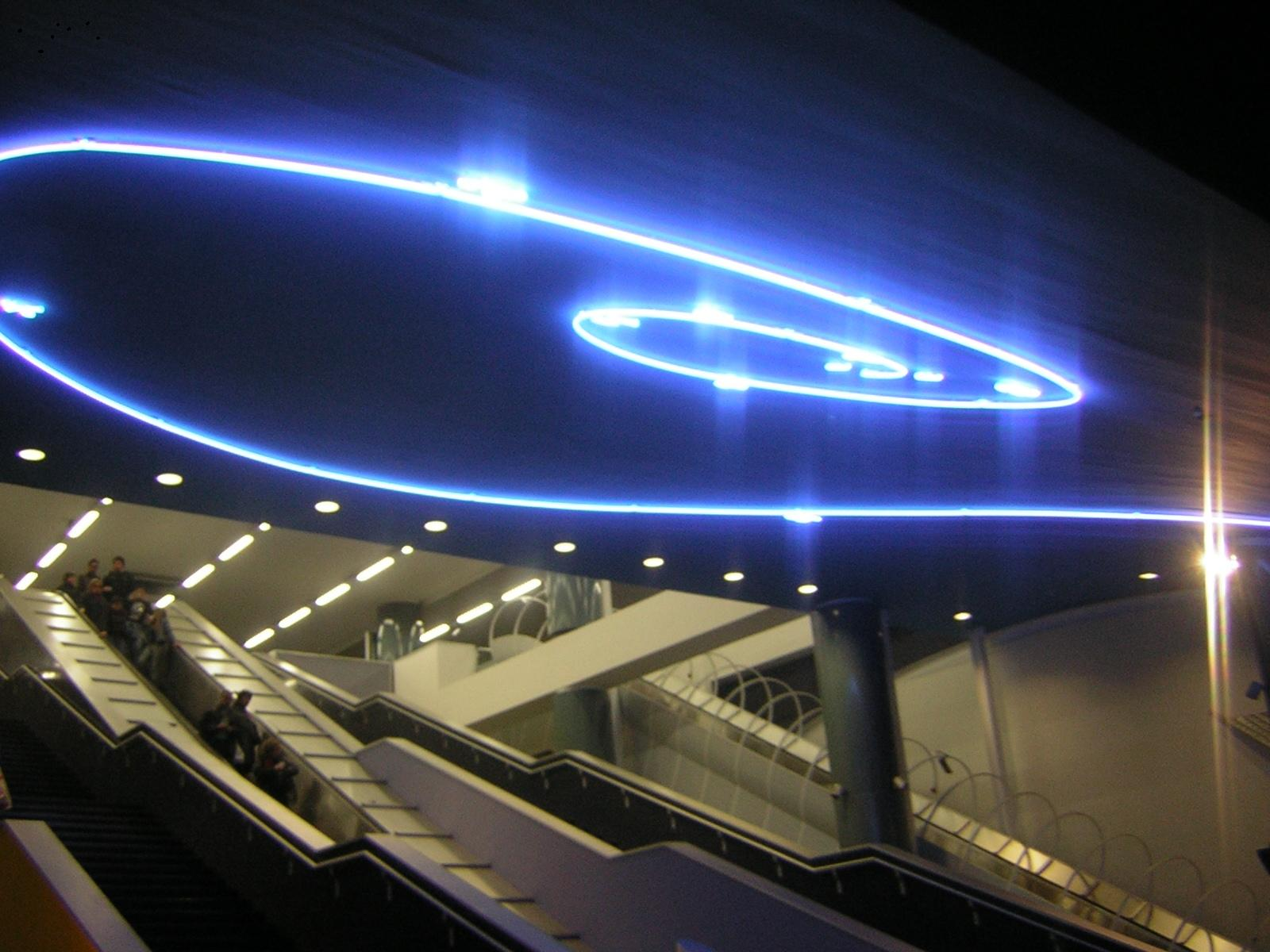
La spirale blu "Successione di Fibonacci" in neon di Mario Merz

La stazione, inaugurata nel 1993 su progetto di Michele Capobianco, si affaccia sull'omonima piazza nel sud del Vomero.
Gli ambienti del complesso, luminosi e ben definiti, sono caratterizzati da un'attenta scelta dei colori, che variano dal blu al lilla e dal giallo al grigio.
Nell'atrio è presente Off limits, un'opera di Giulio Paolini dove un masso sembra infrangere la gabbia di vetro in cui è imprigionato.
I corridoi che conducono ai binari accolgono due strisce di Vettor Pisani, Oriente e Occidente, e due stampe fotografiche raffiguranti la tipica architettura partenopea, realizzate da Gabriele Basilico.
Sulla volta del piano inferiore è fissata la spirale blu in neon sabbiato, policarbonato e carta di Mario Merz.  " Successione di Fibonacci " L'installazione, realizzata dall'artista poco prima la sua morte, prosegue sul muro del livello intermedio dove sono raffigurati alcuni animali preistorici.
Sempre nel piano intermedio sono ubicate due stelle in acciaio di Gilberto Zorio, mentre all'incrocio tra i corridoi che conducono ai binari in direzione Dante e Piscinola sono posti otto cilindri in metallo, i Pozzi, prodotti con cristallo, cera, vetro e pigmenti in polvere.
Poco distante dalle banchine ci sono infine due grandi mosaici in pietra e pasta vitrea di Isabella Ducrot.

#### Rione Alto
La stazione di Rione Alto, inaugurata nel 2002, serve l'omonimo rione e la porzione meridionale della Zona Ospedaliera.
Il piazzale davanti l'accesso, realizzato in vetro e cupole metalliche, è arricchito da una fontana in cui è presente un mosaico di Achille Cevoli.
Sulle pareti dell'atrio sono presenti i wall drawings di David Tremlett, realizzati con il pastello su intonaco.
Tra le scale e i marciapiedi mobili, invece, ci sono i pannelli decorativi polimaterici di Giuseppe Zevola, seguiti dalle stampe fotografiche di Katharina Sieverding e dai due light box di Bianco-Valente (nom de plume di Giovanna Bianco e Pino Valente), che si stagliano sulla volta del tunnel d'accesso alle banchine.
Il termine della galleria accoglie le installazioni di Danilo Donzelli, Donatella Di Cicco, Marco Zezza, Marco Anelli, Ivan Malerba, Pina Gigi e Pennacchio Argentato.

#### Piscinola
La stazione Piscinola dal 2013 ospita alcune opere dell'artista napoletano Felice Pignataro a seguito di una petizione firmata dai cittadini.

### Linea 6

#### Mergellina

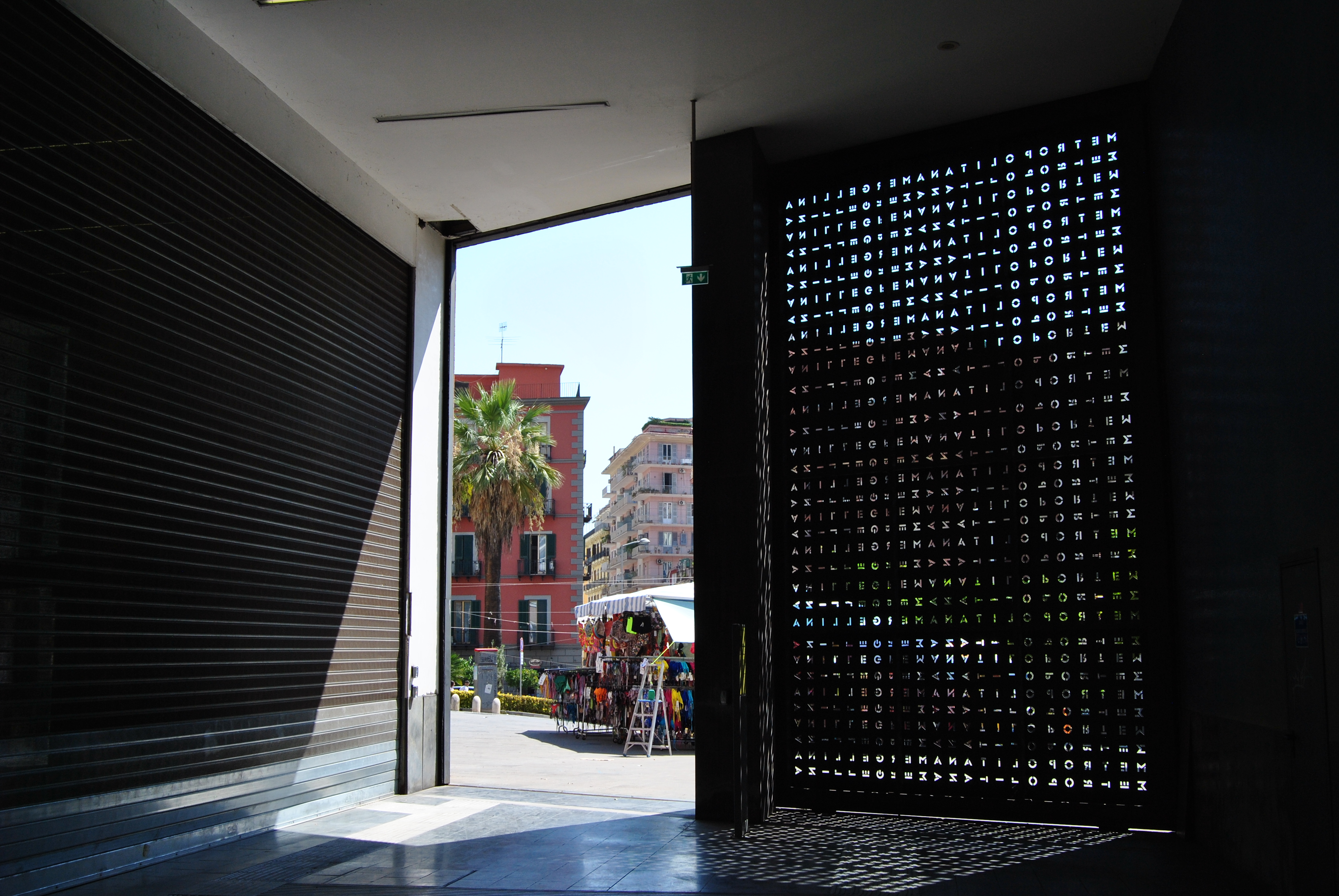
Il cancello con il pattern di Alan Fletcher.

La stazione di Mergellina, aperta al pubblico il 4 febbraio 2007, si trova nell'omonimo quartiere ed è stata progettata dallo Studio Protec.
L'atrio dello scalo, realizzato su progetto di Vittorio Magnago Lampugnani, è un ampio vano in cui sono presenti due mosaici dell'artista Gerhard Merz che ricoprono le pareti laterali.
I cancelli sono stati prodotti da Alan Fletcher, uno dei maggiori grafici internazionali, che ha creato un motivo incrociando le parole «Mergellina» e «metropolitana», ritagliate nella superficie ferrea delle inferriate.
L'accesso alle banchine, infine, è garantito sia da una scalinata che da un ascensore inclinato parallelo alle scale mobili.

#### Lala

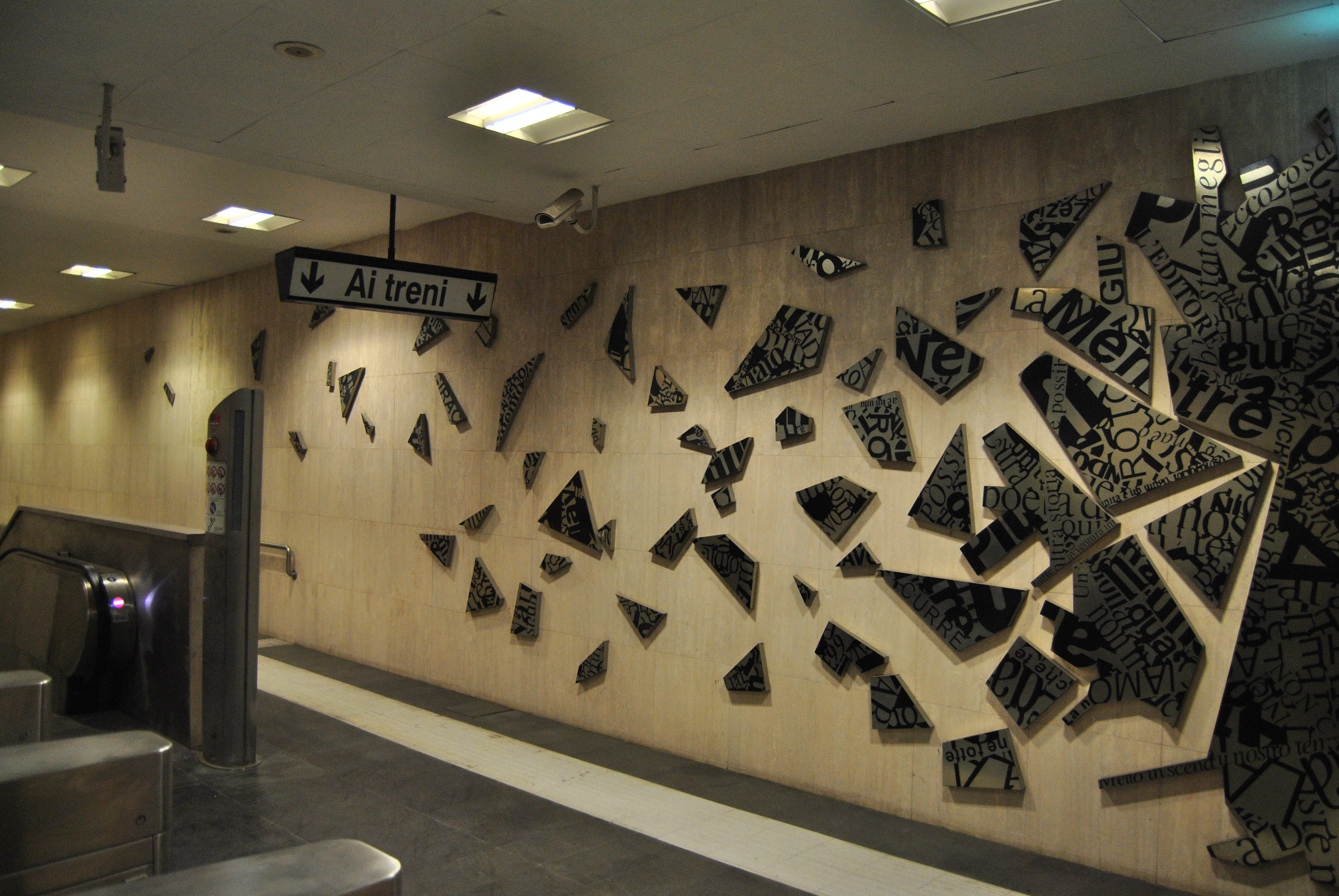
L'installazione Allucco di Nanni Balestrini

La stazione di Lala, ubicata nel quartiere di Fuorigrotta, è stata progettata dallo Studio Protec e asseconda completamente il perimetro circolare dell'omonimo largo.
Negli interni sono presenti cinque stampe fotografiche prodotte da alcuni artisti contemporanei.
La foto Untitled 12/ La Habana, scattata dal brasiliano Salvino Campos nel 2002, raffigura un'automobile d'epoca ed è esposta nelle scale che conducono ai binari in direzione est.
La stampa Capoeira, Salvador, Bahia, realizzata da Salvino Campos nel 2004, riprende una figura maschile nell'atto di danzare un antico ballo sudamericano.
Femme Terre, invece, è stata prodotta da Ousmane Ndiaye Dago nel 1998 ed esalta nuovamente il corpo umano ritraendo alcuni nudi femminili ricoperti da uno strato di argilla che li fa sembrare sculture viventi.
Poco prima le banchine in direzione ovest, invece, si scaglia la fotografia di Monica Biancardi che mostra una donna urlante ricoperta da veli, Aldilà.
L'ambiente urbano napoletano viene invece ripreso negli scatti di Luca Campigotto e Vincenzo Castella.
L'unica installazione presente nello scalo è quella di Nanni Balestrini, Allucco, dove sono esposte delle schegge di superficie specchiante prodotte con alcuni interventi grafici.

#### Augusto

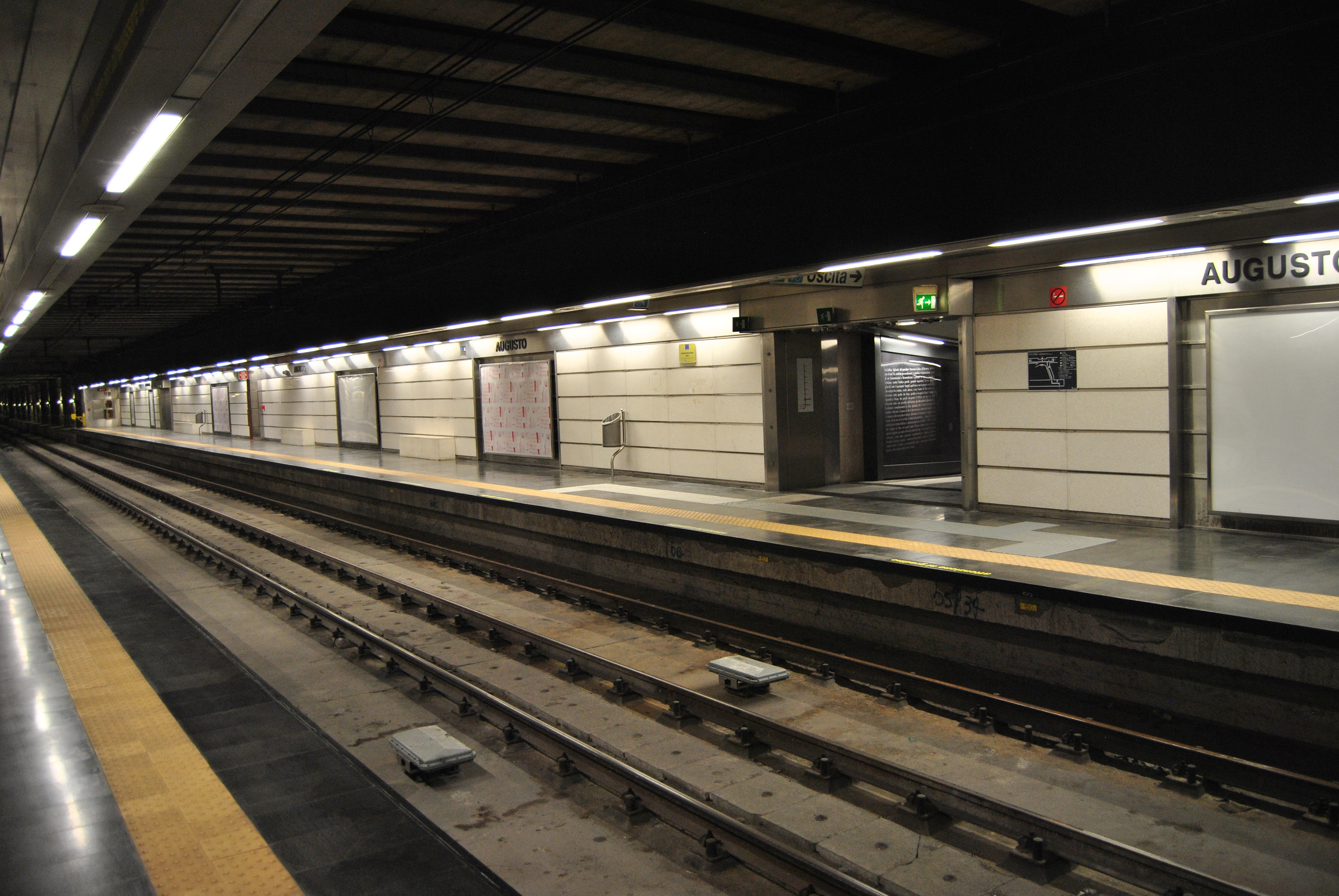
Banchina della stazione di Augusto

Lo scalo di Augusto, posto nei pressi del viale omonimo e del largo Veniero, è entrato in servizio il 4 febbraio 2007 ed è stato progettato dallo Studio Protec.
Il complesso accoglie, nei corridoi che conducono ai binari in direzione ovest, i rilievi in ceramica (Sonno profondo e Cellule del pensiero).
In una delle passatoie è presente invece una serie di light box di Franco Scognamiglio intestati alla vita del fisico toscano Galileo Galilei.
L'altro corridoio di accesso alle banchine è interamente occupato dall'installazione di Botto&Bruno che intende esprimere il disagio giovanile, urbano e sociale che si vive nelle periferie.
Poco prima delle banchine in direzione est è presente un mosaico in strass in materiale plastico e ceramica a rilievo di Cristina Crespo, La via lattea.
Al piano binari si trovano le opere di Matteo Fraterno e di Carmine Rezzuti. Nel primo c'è un vortice rosso che imprime movimento nell'intera opera (Toupie - or - not - to - be), mentre nel secondo c'è una pantera nera che ruggisce davanti a un cielo infuocato (Il guardiano del fuoco).

#### Mostra
La stazione di Mostra, inaugurata nel 2007, è situata nei pressi dello stadio Maradona e della Mostra d'Oltremare; la progettazione dello scalo è stata affidata allo Studio Protec.
Nella sala d'ingresso sono presenti le istantanee di Gabriele Basilico, in cui viene esaltato il biancore architettonico della vicina Mostra d'Oltremare.
La hall principale accoglie anche tre mosaici realizzati da Costantino Buccolieri su bozzetto di Mario Sironi, mentre il corridoio al piano mezzanino di collegamento con la ferrovia Cumana ospita alcune fotografie di Pino Musi.
Nei tre corridoi che conducono al piano binari sono presenti Monumento a G. P., in cui l'artista Gianni Pisani commenta il tema del suicidio d'artista, l'esteso volto femminile realizzato da Marisa Merz e Si dividono invano, l'installazione astratta in ceramica prodotta da Carla Accardi.

### Linea 11
Anche nelle stazioni della cosiddetta linea arcobaleno sono state posizionate delle installazioni artistiche.

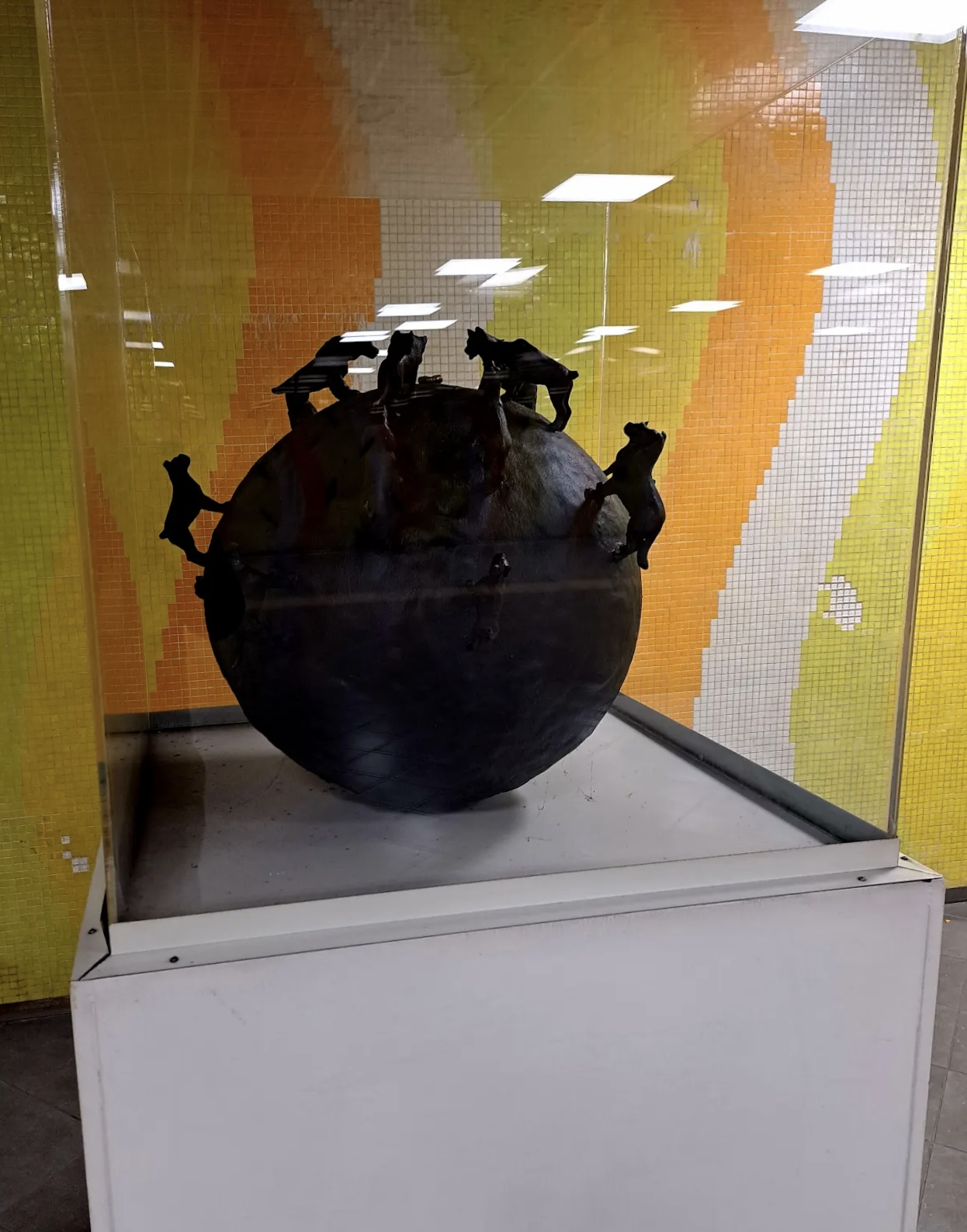
Aversa Centro
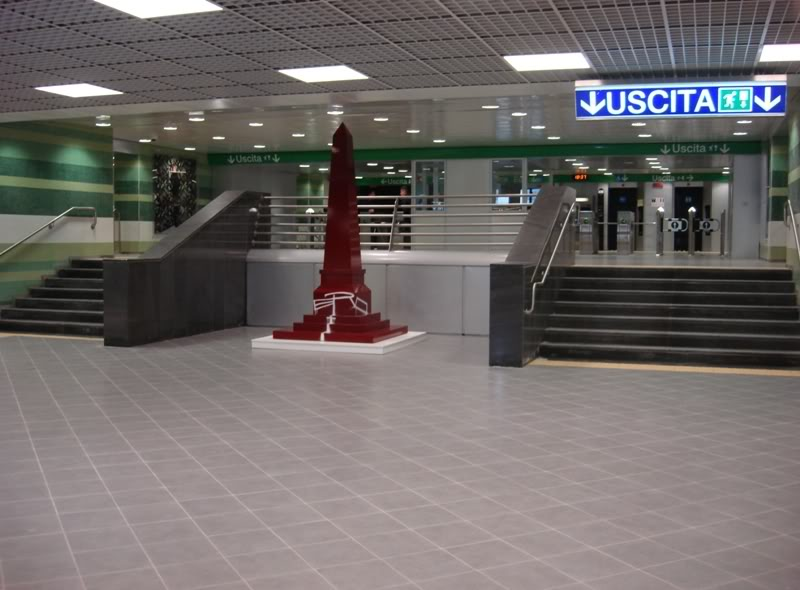
Aversa Ippodromo
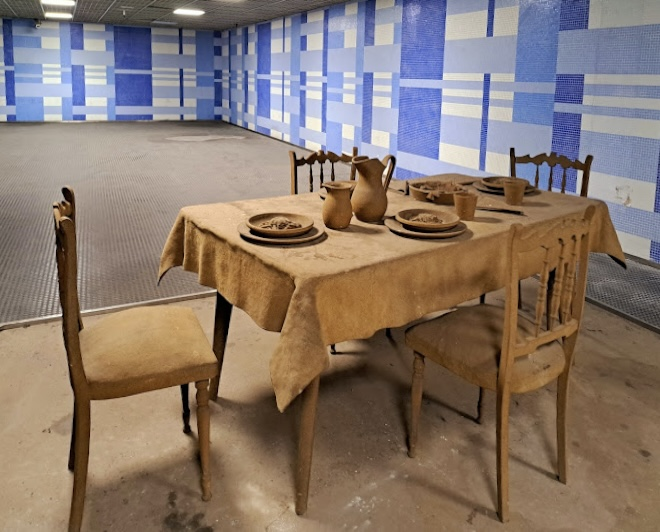
Giugliano